# Quebec Interconnection

Les dues majors i tres menors NERC Interconnections, i els nou NERC Regional Reliability Councils.

La Québec Interconnection és una de les tres xarxes elèctriques menors de corrent altern (AC) de l'Amèrica del Nord. Les altres dues interconnections menors són les interconnexions de Texas i Alaska.
La Quebec Interconnection cobreix la totalitat de la Província del Quebec i opera a una freqüència mitjana de sistema de 60 Hz. Es connecta a 18 sistemes en els EUA i Canadà a una empresa de serveis elèctrics: Hydro-Québec. És operat com una xarxa de CA independent per raons físiques. A causa de la seva situació única, sovint es considera funcionalment part de la Eastern Interconnection.
La Quebec Interconnection es troba vinculada amb la Eastern Interconnection amb quatre línies de transmissió elèctrica de corrent continu d'alta tensió (enllaços DC), i amb una línia de transformadors de freqüència variable (variable-frequency transformer o VFT), que aïlla les freqüències de la manca de sincronització de corrent altern de cada costat.